# Патриаршие приходы в Финляндии
Патриаршие приходы в Финляндии (также неофициально Русская православная церковь в Финляндии, фин. Venäjän ortodoksinen kirkko Suomessa) — церковно-административная структура Русской православной церкви, объединяющая сеть приходов на территории Финляндии, обладающих ставропигиальным статусом и подчиняющихся непосредственно Патриарху Московскому через руководителя Управления по заграничным учреждениям.
19 июля 1999 года решением Священного Синода на территории Финляндии было учреждёно Представительство Московского патриархата, в задачи которого входит осуществление контактов со структурами Финляндской архиепископии Константинопольского патриархата и Евангелическо-лютеранской церкви Финляндии.
С 2004 года Представительством Московского патриархата в Финляндии осуществляется выпуск альманаха «Северный Благовест».

## История
Часть русских православных в обретшей независимость от России Финляндии не приняли переход — в соответствии с решениями Всеправославного совещания в Константинополе в 1923 году — Православной церкви в Финляндии на григорианский календарь в 1923 году. Центрами оппозиции новому стилю стали Валаамский и Коневский монастыри, однако в 1925 года митрополит Герман (Аав), несмотря на сопротивление многих монахов, ввёл новый стиль и там. Тогда приверженцы старого стиля стали собираться на моления в частных домах. В Выборге был создан Покровский приход в «доме Пугиной», монахини Коневского монастыря. Вскоре был открыт Никольский приход в городе Хельсинки, который первоначально числился «отделом» Покровского прихода. Только через 15 лет Никольская церковь стала самостоятельной.
Покровская и Никольская русские общины находились в юрисдикции иерарха Русской православной церкви митрополита Евлогия (Георгиевского), а с 1931 по 1945 годы вместе с другими приходами округа митрополита Евлогия временно входили в юрисдикции Константинопольского Патриархата.
В 1939 году в связи с началом время советско-финской войны имущество Покровского прихода было эвакуировано вглубь Финляндии, а в 1940 году во временном помещении в Хельсинки Покровская община возобновила богослужения.
В октябре 1945 года митрополит Ленинградский и Новгородский Григорий (Чуков) во время своего посещения Финляндии воссоединил Покровскую и Никольскую общины с Московским Патриархатом, а в феврале 1946 года определением Священного Синода Русской православной церкви получил их во временное управление, которое продолжалось до конца 1954 года (в 1953—1954 гг. митрополиту в управлении приходами помогал викарный епископ Лужский Михаил (Чуб)).
Новый стиль был причиной крайней неприязни к финляндскому духовенству среди прихожан старостильных приходов. Даже после восстановления евхаристического общения между Церквами данная напряженность сохранялась. Так, священник Успенского собора Финской церкви Серафим Филин вспоминал, как во время приезда в Финляндию митрополита Николая (Ярушевича) он пришёл на вечернее богослужение в храм Покровской общины. Одна из местных прихожанок плюнула ему на рясу и заявила: «Уходи отсюда! Что тебе здесь делать, новостильный поп?». Первое участие священнослужителей Финляндской Православной Церкви в богослужении в Покровском храме состоялось лишь 13 июля 1964 года.
Определением Священного Синода от 11 ноября 1954 года митрополит Ленинградский и Новгородский Григорий (Чуков) согласно собственной просьбе освобождался от управления православными общинами и монастырями в Финляндии (был освобождён также от временного поручения по их окормлению и епископ Лужский Михаил (Чуб)), а приходы были переданы в непосредственное ведение председателя Отдела внешних церковных сношений Московского Патриархата митрополита Крутицкого и Коломенского Николая (Ярушевича).
С целью благоустроения церковной жизни приходов юрисдикции Московского Патриархата в Финляндии, расширения их деятельности и усиления контакта с представителями Финляндской православной церкви в 1958 году было учреждено Финляндское благочиние Патриарших приходов. Первым благочинным был назначен протоиерей г. Ленинграда Михаил Славнитский (1958—1961). Затем этот пост занимали протоиерей Михаил Зернов (1961—1962) и протоиерей Евгений Амбарцумов (1962—1967). С 1967 года благочинным был назначен протоиерей Игорь Ранне, преподаватель Ленинградской духовной академии.
30 мая 1972 года Священный Синод Русской православной церкви постановил: «Покровский и Никольский приходы, принадлежащие юрисдикции Московского Патриаршего Престола, поручить архипастырскому окормлению Преосвященного митрополита Ленинградского и Новгородского Никодима».
Согласно Уставам Патриарших приходов в Финляндии, административными органами их управления являются выборные Церковные Советы во главе с настоятелями и Общие Приходские собрания. Богослужения совершаются регулярно, на церковно-славянском языке, в соответствии с юлианским календарём и согласно церковного Устава.
В период управления Хельсинкской епархией митрополитом Иоанном (Ринне), последний выразил своё пожелание о переходе русских общин в юрисдикцию Финляндской православной церкви. Позицию Русской православной церкви по этому вопросу выразил митрополит Ленинградский и Новгородский Никодим. В переписке с настоятелем Покровской русской общины иеромонахом Лонгином (Талыпиным) митрополит Никодим (Ротов) 30 сентября 1973 года заявил: «Московский Патриархат не будет менять положения своих приходов в Хельсинки, так как это даёт возможность укреплять отношения между Церквами».
Со стороны финляндских граждан православного вероисповедания, русских по национальности, неоднократно поступали просьбы об открытии в Финляндии новых приходов Московского патриархата: так, в 1954 году возбуждались ходатайства об открытии приходов в городах Котка и Лахти, в конце 1955 года — в городе Хямеэнлинне, причем последнее сопровождалось более чем тысячью подписями.

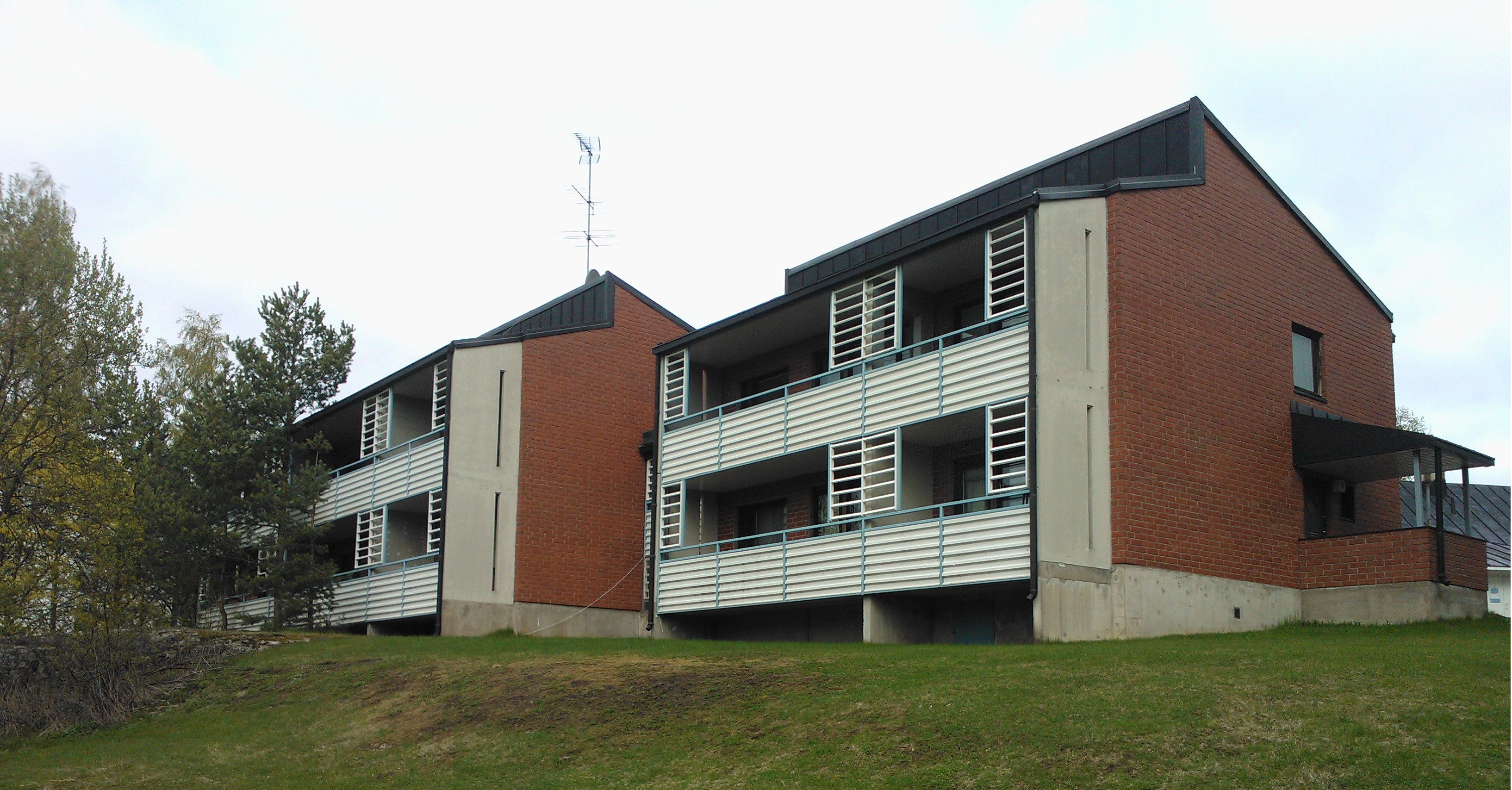
Представительство РПЦ в Финляндии

19 июля 1999 года решением Священного Синода Русской Православной Церкви «в целях укрепления представительской деятельности Русской Православной Церкви в Финляндии назначить протоиерея Виктора Лютика, настоятеля Покровского храма в Хельсинки, официальным представителем Московского Патриархата в Финляндии с поручением ему осуществлять контакты с Финляндской Автономной Православной Церковью, Евангелическо-Лютеранской Церковью Финляндии, а также с государственными, религиозными, общественными организациями и средствами массовой информации в этой стране».
После распада СССР на территории Финляндии по многочисленным просьбам русскоязычных верующих были открыты ещё ряд приходов: в 1999 году был открыт приход в честь Казанской иконы Божией Матери в Пори, в 2001 году начал действовать Успенский приход на территории дипломатического представительства России в городе Турку (из-за военных действий России в Украине храм был закрыт городскими властями с 1 августа 2022 года). В 2003 году зарегистрирован приход в честь преп. Серафима Саровского в пос. Сторми, близ Ваммала (60 км от Тампере). С 2008 года периодически совершались богослужения в Лахти.
В 2009 году Wikileaks обнародовало телеграмму Посольства США в Хельсинки. По данным FARO (Finnish Association of Russian-Speaker Organizations/Финская ассоциация русскоговорящих обществ), русскоязычные эмигранты являются крупнейшими по числу среди всех въехавших в Финляндию. Кроме русскоязычных эмигрантов ежегодно Финляндию посещает большое количество граждан России. Из 800 тыс. выдаваемых ежегодно финскими посольствами и консульствами шенгенских виз около 90 % приходится на граждан России. Финских чиновников беспокоит вопрос интеграции русскоязычных эмигрантов в финское общество. Говорилось, что русскоязычные эмигранты не рвут своих связей с Россией, что они ориентированы исключительно на российские средства массовой информации. А также то, что российские интересы в Финляндии начинает представлять Русская Православная Церковь, заявившая в 2009 году о планах расширения своей деятельности в этом балтийском государстве с целью окормления его русского населения. Финское правительство, согласно телеграмме Посольства США в Хельсинки, проводило специальные консультации со священноначалием Финской Православной Церковью о расширении её деятельности по окормлению русскоязычных эмигрантов в Финляндии.
Существовавший с 2000 года проект строительства нового Николо-Воскресенского храма в столичном районе Итякескус, осенью 2018 года был остановлен из-за недостатка средств.

## Управляющие
С февраля 1946 года деятельностью приходов руководил митрополит Ленинградский и Новгородский Григорий (Чуков), а с 13 декабря 1953 года — епископ Лужский Михаил (Чуб), викарий Ленинградской епархии.
Решением Священного синода от 11 ноября 1954 года временным управляющим был назначен председатель Отдела внешних церковных сношений Московского патриархата митрополит Николай (Ярушевич), оставаясь в этой должности до 21 июня 1960 года.
30 мая 1972 года указом Священного синода управляющим приходами стал митрополит Ленинградский и Ладожский (Новгородский) Никодим (Ротов), исполняя свои обязанности до 5 сентября 1978 года. 12 октября 1978 года эти функции были возложены на архиепископа Выборгского Кирилла (Гундяева), викария Ленинградской епархии. 26 декабря 1984 года он был освобождён от этих обязанностей.
26 июня 1985 года управляющим стал председатель Отдела внешних церковных сношений Московского патриархата митрополит Филарет (Вахромеев), а 12 мая 1987 года управляющим назначен митрополит Ленинградский и Новгородский Алексий (Ридигер).
С 20 июля 1990 года временным управляющим приходами является председатель отдела внешних церковных связей Московского патриархата митрополит Кирилл (Гундяев) (ныне — патриарх Московский и всея Руси).

## Благочинные
С 28 ноября 1938 года благочинными приходов стал протоиерей Григорий Светловский, оставаясь в должности до 19 июня 1948 года. В 1958 году на эту должность был назначен протоиерей Михаил Славнитский, а в 1961 году — протоиерей Михаил Зёрнов.
С 1962 года благочинным назначен протоиерей Евгений Амбарцумов, а в 1968 года — протоиерей Игорь Ранне (оставался на посту до 30 мая 1972 года).
Новым благочинным в 1975 году был назначен протоиерей Павел Красноцветов, а 6 октября 1981 года — протоиерей Богдан Сойко (был в должности до 1 октября 1990 года). После этого благочинные не назначались.
19 июля 1999 года решением Священного синода на территории Финляндии было образовано представительство Московского патриархата, а на должность назначен настоятель Покровского прихода в Хельсинки протоиерей Виктор Лютик вместе с тем функции благочинного на него возложены не были.